# Pip Taylor
Pip Taylor, född 3 mars 1980 i Sydney, är en australisk triathlet som bor i Lennox Head på norra kusten av Australien.
Taylor har ägnat sig åt triathlon sedan 1999. År 2000 kom hon trea i Aquathlon VM.

## Bästa resultat
| Datum/År   | Placering  | Tävling                                        | Ort                     | Tid      | Kommentar                                                                     |
| ---------- | ---------- | ---------------------------------------------- | ----------------------- | -------- | ----------------------------------------------------------------------------- |
| 2011-07-10 | 5:e plats  | 5150 Boulder                                   | USA Boulder, Colorado   | 02:14:30 |                                                                               |
| 2010-11-13 | 18:e plats | Ironman 70.3 World Championship                | USA Clearwater          | 04:50:16 | vid VM i Florida                                                              |
| 2010-09-19 | 3:e plats  | Ironman 70.3 Branson                           | USA Branson             |          |                                                                               |
| 2010-06-06 | 2:a plats  | Ironman 70.3 Kansas                            | USA Lawrence            |          | som förra året på andra plats efter segraren Chrissie Wellington              |
| 2009-10-25 | 9:e plats  | ITU World Long Distance Triathlon Championship | Australien Perth        | 04:31:55 | [ 2 ] [ 3 ]                                                                   |
| 2009-09-27 | 8:e plats  | Ironman 70.3 Augusta                           | USA Augusta, Georgia    | 04:28:23 | [ 4 ]                                                                         |
| 2009       | 1:a plats  | Vineman Ironman 70.3                           | USA Sonoma County       | 04:20:04 | [ 5 ]                                                                         |
| 2009       | 2:a plats  | Ironman 70.3 Kansas                            | USA Lawrence            |          | på andra plats efter segraren Chrissie Wellington                             |
| 2008       | 2:a plats  | Ironman 70.3 Austin                            | Kanada Austin           |          | Zweite beim Auftaktrennen für die neue Saison am 5. Oktober 2008 in Texas.    |
| 2007-06-03 | 2:a plats  | Escape from Alcatraz Triathlon                 | USA San Francisco       |          |                                                                               |
| 2007       | 3:e plats  | Eagleman Ironman 70.3                          | USA Cambridge, Maryland |          |                                                                               |
| 2007       | 4:e plats  | New York City Triathlon                        | USA New York            |          |                                                                               |
| 2001-05-13 | 16:e plats | ITU Triathlon World Cup                        | Frankrike Rennes        | 02:04:19 |                                                                               |
| 2000       | 3:e plats  | ITU Aquathlon World Championships              | Mexiko Cancún           | 33:48    | Aquathlon-Weltmeisterschaft (2,5 km Laufen, 1 km Schwimmen und 2,5 km Laufen) |

 (DNF - Did Not Finish)